# Station Wrocław Klecina
Station Wrocław Klecina is een spoorwegstation in de Poolse plaats Wrocław.